# دنيس ألتمان
دنيس ألتمان (بالإنجليزية: Dennis Altman)‏ هو كاتب أسترالي، ولد في 16 أغسطس 1943.